# Eudorylas crassus
Eudorylas crassus är en tvåvingeart som beskrevs av Mario Bezzi och Lamb 1926. Eudorylas crassus ingår i släktet Eudorylas och familjen ögonflugor. Inga underarter finns listade i Catalogue of Life.